# Piżmolot
Piżmolot (Ptenochirus) – rodzaj latających ssaków z podrodziny Cynopterinae w obrębie rodziny rudawkowatych (Pteropodidae).

## Rozmieszczenie geograficzne
Rodzaj obejmuje gatunki występujące endemicznie w Filipinach.

## Morfologia
Długość ciała (bez ogona) 71–127 mm, długość ogona 3–18 mm, długość ucha 13–25 mm, długość tylnej stopy 12–22 mm, długość przedramienia 47–91 mm; masa ciała 16–97 g.

## Systematyka
Rodzaj zdefiniował w 1861 roku niemiecki zoolog Wilhelm Peters w artykule zatytułowanym Sprawozdanie na temat ssaków z rzędu naczelnych, nietoperzy futrzastych i jaszczurek zebranych dotychczas przez pana F. Jagora w Malakce, na Borneo, Jawie i Filipinach, opublikowanym w czasopiśmie „Monatsberichte der Königlichen Preussische Akademie des Wissenschaften zu Berlin”. Gatunkiem typowym jest (oznaczenie monotypowe) piżmolot duży (P. jagori).

### Etymologia
Ptenochirus: gr. πτην ptēn, πτηνος ptēnos ‘skrzydlaty’; χειρ kheir, χειρος kheiros ‘dłoń, ręka’.

### Podział systematyczny
Do rodzaju należą następujące gatunki:
| Grafika | Gatunek             | Autor i rok opisu     | Nazwa zwyczajowa   | Podgatunki         | Rozmieszczenie geograficzne | Podstawowe wymiary                                          | Status IUCN |
| ------- | ------------------- | --------------------- | ------------------ | ------------------ | --- | ----------------------------------------------------------- | ----------- |
|         | Ptenochirus jagori  | (W.C.H. Peters, 1861) | piżmolot duży      | gatunek monotypowy | Środkowe i Wschodnie Visayas (Samar, Biliran, Leyte i Bohol), Dinagat i Mindanao; zakres wysokości: 0–1600 m n.p.m.                                                            | DC: 10,4–11,3 cm DO: 0,7–1,2 cm DP: 7–7,8 cm MC: około 50 g | LC          |
|         | Ptenochirus minor   | Yoshiyuki, 1979       | piżmolot mały      | gatunek monotypowy | szeroko rozpowszechniony (za wyjątkiem obszaru Palawanu), włącznie z wyspami Babuyan (Camiguin) i Archipelagiem Sulu (Bongao i Songa-Songa); zakres wysokości: 0–1950 m n.p.m. | DC: 11,4–12,7 cm DO: 0,6–1,8 cm DP: 7,6–9,1 cm MC: 62–97 g  | LC          |
|         | Ptenochirus wetmori | (E.H. Taylor, 1934)   | bezogoniec obrożny | gatunek monotypowy | Mindanao; zakres wysokości: 800–1200 m n.p.m. | DC: 7,1–7,6 cm DO: 0,3–0,5 cm DP: 4,7–5,2 cm MC: 16–21 g    | VU          |

Kategorie IUCN:  LC  – gatunek najmniejszej troski,  VU  – gatunek narażony.